# Emil Loteanu

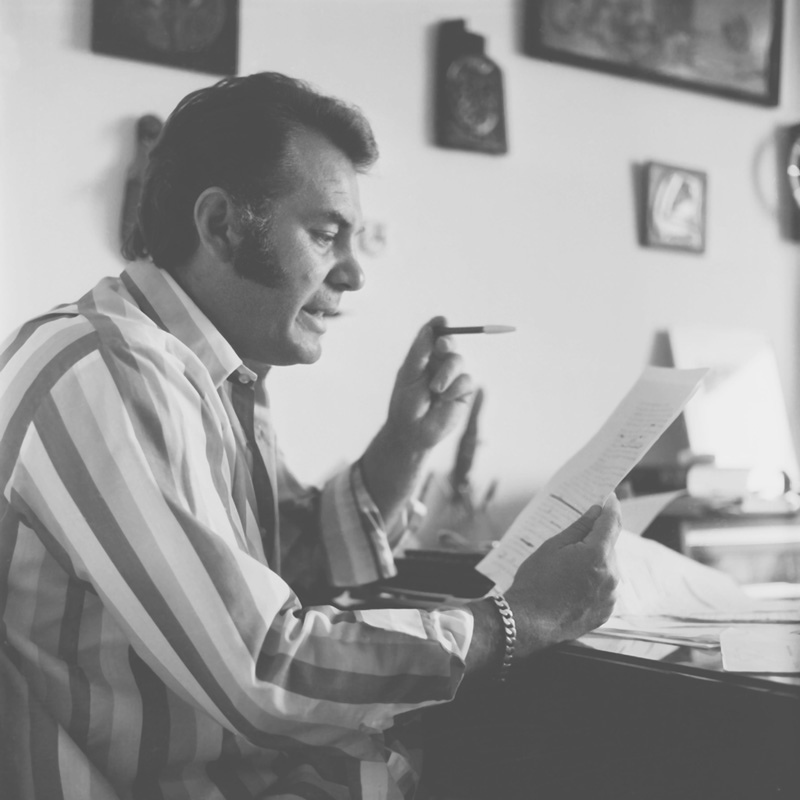
Emil Loteanu (1972)

Emil Wladimirowitsch Loteanu (* 6. November 1936 in Clocușna, Großrumänien; † 18. April 2003 in Moskau) war ein moldauisch-sowjetischer Filmregisseur und Theaterschauspieler.

## Leben
Emil Wladimirowitsch Loteanu wurde am 6. November 1936 im bessarabischen Dorf Clocușna geboren, das sich heute im Rajon Ocnița in der Republik Moldau befindet. Zu dieser Zeit gehörte das Dorf zu Großrumänien. Die Familie Loteanu ist ukrainischer Abstammung, ursprünglich lautete der Name Lototskii.
Seine väterlichen Vorfahren stammten aus Buchenland. Nach der Annexion Bessarabiens durch die Sowjetunion zog er mit seiner Familie nach Bukarest. Nach dem Tod seines Vaters hatte er auch den Kontakt zur Mutter verloren, die nach Rumänien gezogen war. So verbrachte Loteanu sein frühes Leben auf der Straße und schlief in Lagerhäusern und Herbergen. Von 1953 bis 1955 studierte er an der Schauspielfakultät des Tschechow-Kunsttheaters Moskau und schauspielerte währenddessen am Puschkin-Theater. Im Jahre 1962 absolvierte er das Gerassimow-Institut für Kinematographie und arbeitete danach bis 1973 als Regisseur im Studio Moldova-Film, wo er 1963 sein Spielfilmdebüt mit dem revolutionären, heldenhaften Diplomfilm Erwartet uns bei Tagesanbruch (Ждите нас на рассвете) gab.
Des Weiteren drehte Loteanu 1966 einen Film über die moldauischen Hirten mit dem Titel Rote Lichtungen (Красные поляны). Im Jahre 1968 trat er in die Kommunistische Partei der Sowjetunion ein. Der Regisseur schilderte 1972 in seinem Filmgedicht Geächtet und geliebt (Лаутары) das Leben der Volksmusiker. Die Filmmusik wurde von Eugen Doga eingespielt und war der Beginn einer langen Zusammenarbeit. Der Film gewann die Silberne Muschel beim Festival Internacional de Cine de San Sebastián (SSIFF).
Ab 1973 arbeitete Loteanu im Studio der Mosfilm. Mit den dort entstandenen Filmadaptionen von Maxim Gorkis Makar Tschudra und Anton Pawlowitsch Tschechows Ein Drama auf der Jagd, sowie einer Filmbiographie über Anna Pawlowa, der großen russischen Ballerina, wurde er bekannt. Mit dem Film Das Zigeunerlager zieht in den Himmel (Табор уходит в небо) gewann er beim SSIFF 1976 die Goldene Muschel. Dogas Walzer aus dem 1978 veröffentlichten Film Drama auf der Jagd (Мой ласковый и нежный зверь), bei dem Loteanu Regie führte, wurde weltberühmt. Mit Michael Powell brachte Loteanu 1983 die internationale Koproduktion Anna Pawlowa – Ein Leben für den Tanz (Anna Pavlova – A Woman For All Time) heraus.
Loteanu heiratete 1979 die Schauspielerin Galina Wiktorowna Beljajewa, die in seinen Filmen Drama auf der Jagd und Anna Pawlowa – Ein Leben für den Tanz die Hauptrolle spielte. Ihre stürmische Ehe hielt fünf Jahre, zusammen hatten sie ein Kind.
In den späten 1980er-Jahren kehrte Loteanu zur Moldova-Film zurück und arbeitete im moldauischen Fernsehen, wo er 1987 Mihai Eminescus Gedicht Luceafărul (Der Abendstern) verfilmte. Von 1987 bis 1992 war er Präsident der Union der Kameraleute der Moldauischen Republik (moldauisch Unionea Cineaștilor din Republica Moldova). Am Chișinău Institute of Arts gab er Theaterschauspielunterricht. Basierend auf Tschechows Der Bär (Медведь) und Die Hochzeit (Свадьба) inszenierte er 1998 am Moskauer Kunsttheater Maxim Gorki das Stück Unconditionally Yours, Antosha Chekhonte. Außerdem ist er Autor mehrerer Sammlungen von Gedichten und Kurzgeschichten sowie der Drehbücher seiner Filme und nicht zuletzt der Gedichte für den 1981 erschienenen Film Das achte Weltwunder.
Zwölf Jahre lang war Loteanu stets um die finanzielle Förderung seiner Filme bemüht. Als Loteanu schließlich die Finanzierung seines eigenen Filmprojekts Yar erhielt, war es ihm nicht mehr möglich, dieses zu vollenden. Im Alter von 66 Jahren starb er am 18. April 2003 in Moskau an einem Krebsleiden, das seine Ehefrau und seine Ärzte vor ihm geheim hielten. Beigesetzt wurde er auf dem Wagankowoer Friedhof in Moskau.

## Filmographie (Auswahl als Regisseur)
- 1959: Bolshaya gora
- 1960: Zhil-byl malchik (Жил-был мальчик / auch Drehbuch)
- 1963: Erwartet uns bei Tagesanbruch (Ждите нас на рассвете / auch Drehbuch)
- 1966: Rote Lichtungen (Красные поляны / auch Drehbuch)
- 1967: Freska na belom (Фреска на белом)
- 1968: Eto mgnovenie (Это мгновение)
- 1970: Akademik Tarasevich (Академик Тарасевич)
- 1972: Geächtet und geliebt (Лаутары / auch Drehbuch)
- 1974: Ekho goryachey doliny (Эхо горячей долины)
- 1976: Das Zigeunerlager zieht in den Himmel (Табор уходит в небо / auch Drehbuch)
- 1978: Drama auf der Jagd (Мой ласковый и нежный зверь / auch Drehbuch)
- 1983: Anna Pawlowa – Ein Leben für den Tanz (Анна Павлова / auch Drehbuch)
- 1987: Der Abendstern / Luceafărul (Лучафэрул / auch Drehbuch / Fernsehfilm)
- 1993: Skorlupa (Скорлупа)